# People's Choice Awards de 2024
O People's Choice Awards de 2024 foi realizado em 18 de fevereiro de 2024, no Barker Hangar em Santa Monica, Califórnia, nos Estados Unidos. Apresentado por Simu Liu, a cerimônia foi transmitida ao vivo simultaneamente nos canais NBC e E!, e na plataforma Peacock. Os indicados abrangendo 45 categorias de cinema, televisão, música e cultura pop foram anunciados em 11 de janeiro de 2024.
Barbie liderou a categoria Cinema, com oito indicações, e foi a indicada mais premiada, com cinco prêmios, incluindo Filme do Ano. Only Murders in the Building liderou a categoria  Televisão. com sete indicações. e foi o indicado mais premiado, ao lado de The Kardashians e The Last of Us, que receberam dois prêmios cada. Luke Combs, Nicki Minaj, Taylor Swift e Morgan Wallen lideraram a categoria Música com cinco indicações cada, com Swift emergindo como a indicada mais premiada, com quatro prêmios. Grey's Anatomy ganhou o prêmio de Série do Ano. Adam Sandler e Lenny Kravitz foram homenageados com o Prêmio Ícone e o Prêmio Ícone Musical, respectivamente.

## Antecedentes
Desde que a rede E! anunciou que havia adquirido os diretos do People's Choice Awards em 2017, a cerimônia de premiação foi transferida de sua data de janeiro para novembro, para reduzir sua proximidade com os meses mais movimentados da temporada de premiações. Em junho de 2023, a E! anunciou que a cerimônia fora transferida para fevereiro de 2024, enquanto o período de elegibilidade para os indicados seria de 1º de janeiro a 31 de dezembro de 2023. A rede também anunciou uma parceria com a Peacock para transmitir a cerimônia, junto com a NBC.

## Apresentações
| Artista(s)    | Canção(ões)                                                                                           | Apresentado por |
| ------------- | --- | --------------- |
| Lainey Wilson | Medley: "Country’s Cool Again" "Things a Man Oughta Know" "Heart Like a Truck" "Watermelon Moonshine" | Lucy Hale       |
| Lenny Kravitz | Medley: "Fly Away" "TK421" "It Ain't Over 'til It's Over" "Let Love Rule" "Are You Gonna Go My Way"   | Victoria Monét  |
| Kylie Minogue | "Padam Padam"                                                                                         | Kathryn Hahn    |

## Vencedores e indicados
Os indicados foram revelados online em 11 de janeiro de 2024. Os vencedores estão listados primeiro e destacados em negrito.

### Cinema
| O Filme do Ano | O Filme de Ação |
| --- | --- |
| - Barbie - Fast X - Guardians of the Galaxy Vol. 3 - The Little Mermaid - Oppenheimer - Homem-Aranha: Através do Aranhaverso - The Super Mario Bros. Movie - Taylor Swift: The Eras Tour | - The Hunger Games: The Ballad of Songbirds & Snakes - Ant-Man and the Wasp: Quantumania - Fast X - Guardians of the Galaxy Vol. 3 - John Wick: Chapter 4 - The Marvels - Mission: Impossible – Dead Reckoning Part One - Transformers: Rise of the Beasts                                                                                    |
| O Filme de Comédia | O Filme de Drama |
| - Barbie - 80 for Brady - Anyone but You - Are You There God? It's Me, Margaret. - Asteroid City - Cocaine Bear - No Hard Feelings - Wonka | - Oppenheimer - The Color Purple - Creed III - Five Nights at Freddy's - Killers of the Flower Moon - Leave the World Behind - M3GAN - Scream VI |
| O Ator do Ano | A Atriz do Ano |
| - Ryan Gosling – Barbie - Timothée Chalamet – Wonka - Tom Cruise – Mission: Impossible – Dead Reckoning Part One - Leonardo DiCaprio – Killers of the Flower Moon - Michael B. Jordan – Creed III - Cillian Murphy – Oppenheimer - Chris Pratt – Guardians of the Galaxy Vol.3 - Keanu Reeves – John Wick: Chapter 4                                                                           | - Margot Robbie – Barbie - Halle Bailey – The Little Mermaid - Viola Davis – The Hunger Games: The Ballad of Songbirds & Snakes - Jennifer Lawrence – No Hard Feelings - Jenna Ortega – Scream VI - Florence Pugh – Oppenheimer - Julia Roberts – Leave the World Behind - Rachel Zegler – The Hunger Games: The Ballad of Songbirds & Snakes |
| A Estrela de Filme de Ação (apresentado por Jake Lacy e Georgia Flood) | A Estrela de Filme de Comédia do Ano |
| - Rachel Zegler – The Hunger Games: The Ballad of Songbirds & Snakes - Tom Cruise – Mission: Impossible – Dead Reckoning Part One - Brie Larson – The Marvels - Jason Momoa – Aquaman and the Lost Kingdom - Viola Davis – The Hunger Games: The Ballad of Songbirds & Snakes - Chris Pratt – Guardians of the Galaxy Vol.3 - Keanu Reeves – John Wick: Chapter 4 - Gal Gadot – Heart of Stone | - Jennifer Lawrence – No Hard Feelings - Timothée Chalamet – Wonka - Ryan Gosling – Barbie - Scarlett Johansson – Asteroid City - Glen Powell – Anyone but You - Margot Robbie – Barbie - Adam Sandler – You Are So Not Invited to My Bat Mitzvah - Sydney Sweeney – Anyone but You                                                           |
| A Estrela de Filme de Drama | A Atuação Cinematográfica (apresentado por Billie Eilish) |
| - Jenna Ortega – Scream VI - Fantasia Barrino – The Color Purple - Leonardo DiCaprio – Killers of the Flower Moon - Jacob Elordi – Priscilla - Michael B. Jordan – Creed III - Cillian Murphy – Oppenheimer - Florence Pugh – Oppenheimer - Julia Roberts – Leave the World Behind | - America Ferrera – Barbie - Danielle Brooks – A Cor Púrpura - Jacob Elordi – Saltburn - Melissa McCarthy – A Pequena Sereia - Charles Melton – May December - Natalie Portman – May December - Simu Liu – Barbie - Viola Davis – Air |

### TV
| O Programa (apresentado por Jon Cryer, Donald Faison e Abigail Spencer) | O Programa de Comédia |
| --- | --- |
| - Grey's Anatomy - Only Murders in the Building - Saturday Night Live - The Bear - Law & Order: Special Victims Unit - The Last of Us - Vanderpump Rules - Ted Lasso | - Only Murders in the Building - Abbott Elementary - And Just Like That... - The Bear - Never Have I Ever - Saturday Night Live - Ted Lasso - Young Sheldon |
| O Programa de Drama | O Programa de Ficção Cientifica/Fantasia (apresentado por Joe Manganiello e Megan Fox) |
| - The Last of Us - Chicago Fire - Ginny & Georgia - Grey's Anatomy - Law & Order: Special Victims Unit - The Morning Show - Outer Banks - Succession | - Loki - The Mandalorian - The Witcher - Ghosts - Black Mirror - Secret Invasion - American Horror Story: Delicate - Ahsoka |
| O Reality Show | O Programa de Competição |
| - The Kardashians - 90 Day Fiancé: Happily Ever After? - Below Deck - Jersey Shore: Family Vacation - The Real Housewives of Beverly Hills - The Real Housewives of New Jersey - Selling Sunset - Vanderpump Rules | - The Voice - America's Got Talent - American Idol - Big Brother - Dancing with the Stars - RuPaul's Drag Race - Squid Game: The Challenge - Survivor |
| O Programa Viciante | O Ator Televisivo (apresentado por J. B. Smoove) |
| - The Summer I Turned Pretty - Beef - Citadel - The Crown - Jury Duty - Love Is Blind - The Night Agent - Queen Charlotte: A Bridgerton Story | - Pedro Pascal – The Last of Us - Kieran Culkin – Succession - Chase Stokes – Outer Banks - Jason Sudeikis – Ted Lasso - Samuel L. Jackson – Secret Invasion - Jeremy Allen White – The Bear - Steve Martin – Only Murders in the Building - Tom Hiddleston – Loki                   |
| A Atriz Televisiva | A Estrela Televisiva de Comédia |
| - Selena Gomez – Only Murders in the Building - Jennifer Aniston – The Morning Show - Quinta Brunson – Abbott Elementary - Rosario Dawson – Ahsoka - Mariska Hargitay – Law & Order: Special Victims Unit - Hannah Waddingham – Ted Lasso - Reese Witherspoon – The Morning Show - Ali Wong – Beef                                                                                 | - Jeremy Allen White – The Bear - Quinta Brunson – Abbott Elementary - Selena Gomez – Only Murders in the Building - Steve Martin – Only Murders in the Building - Jason Sudeikis – Ted Lasso - Hannah Waddingham – Ted Lasso - Ali Wong – Beef - Bowen Yang – Saturday Night Live   |
| A Estrela Televisiva de Drama (apresentado por Jon Hamm) | A Atuação Televisiva (apresentado por Jeremy Renner) |
| - Jennifer Aniston – The Morning Show - Chase Stokes – Outer Banks - Reese Witherspoon – The Morning Show - Kieran Culkin – Succession - Bella Ramsey – The Last of Us - Ice-T – Law & Order: Special Victims Unit - Mariska Hargitay – Law & Order: Special Victims Unit - Pedro Pascal – The Last of Us                                                                          | - Billie Eilish – Swarm - Steven Yeun – Beef - Ayo Edebiri – The Bear - Meryl Streep – Only Murders in the Building - Matt Bomer – Fellow Travelers - Adjoa Andoh – Queen Charlotte: A Bridgerton Story - Jon Hamm – The Morning Show - Storm Reid – The Last of Us                  |
| A Estrela de Reality TV | O Participante de Competição |
| - Khloé Kardashian – The Kardashians - Garcelle Beauvais – The Real Housewives of Beverly Hills - Kandi Burruss – The Real Housewives of Atlanta - Kim Kardashian – The Kardashians - Ariana Madix – Vanderpump Rules - Kyle Richards – The Real Housewives of Beverly Hills - Mike "The Situation" Sorrentino – Jersey Shore: Family Vacation - Chrishell Stause – Selling Sunset | - Ariana Madix – Dancing with the Stars - Anetra – RuPaul's Drag Race - Sasha Colby – RuPaul's Drag Race - Xochitl Gomez – Dancing with the Stars - Charity Lawson – The Bachelorette - Theresa Nist – The Golden Bachelor - Keke Palmer – That's My Jam - Iam Tongi – American Idol |
| O Talk Show Diurno | O Talk Show Noturno |
| - The Kelly Clarkson Show - The Drew Barrymore Show - Good Morning America - The Jennifer Hudson Show - Live with Kelly and Mark - Sherri - Today - The View | - The Tonight Show Starring Jimmy Fallon - The Daily Show - Hart to Heart - Jimmy Kimmel Live! - Last Week Tonight with John Oliver - Late Night with Seth Meyers - The Late Show with Stephen Colbert - Watch What Happens Live with Andy Cohen                                     |
| O Apresentador | |
| - Jimmy Fallon – That's My Jam - Nick Cannon – The Masked Singer - Terry Crews – America's Got Talent - Steve Harvey – Celebrity Family Feud - Padma Lakshmi – Top Chef - Gordon Ramsay – Hell's Kitchen - RuPaul – RuPaul's Drag Race - Ryan Seacrest – American Idol | |

### Música
| O Cantor | A Cantora |
| --- | --- |
| - Jungkook - Bad Bunny - Luke Combs - Drake - Jack Harlow - Post Malone - Morgan Wallen - The Weeknd | - Taylor Swift - Beyoncé - Miley Cyrus - Doja Cat - Karol G - Nicki Minaj - Olivia Rodrigo - Lainey Wilson |
| O Grupo/Dupla | A Canção |
| - Stray Kids - Dan + Shay - Fuerza Regida - Grupo Frontera - Jonas Brothers - Old Dominion - Paramore - Tomorrow X Together | - "Vampire" – Olivia Rodrigo - "Dance the Night" – Dua Lipa - "Fast Car" – Luke Combs - "Flowers" – Miley Cyrus - "FukUMean" – Gunna - "Greedy" – Tate McRae - "Last Night" – Morgan Wallen - "Paint the Town Red" – Doja Cat |
| O Álbum | O Cantor Country |
| - Guts – Olivia Rodrigo - Endless Summer Vacation – Miley Cyrus - For All the Dogs – Drake - Gettin' Old – Luke Combs - Mañana Será Bonito – Karol G - Nadie Sabe Lo Que Va a Pasar Mañana – Bad Bunny - One Thing at a Time – Morgan Wallen - Pink Friday 2 – Nicki Minaj | - Jelly Roll - Kane Brown - Zach Bryan - Luke Combs - HARDY - Cody Johnson - Chris Stapleton - Morgan Wallen |
| A Cantora Country (apresentado por Glen Powell, Sydney Sweeney e Natasha Bedingfield) | O Cantor Latino do Ano |
| - Lainey Wilson - Carrie Underwood - Megan Moroney - Shania Twain - Ashley McBryde - Carly Pearce - Kelsea Ballerini - Gabby Barrett | - Bad Bunny - Rauw Alejandro - Bizarrap - Feid - Maluma - Ozuna - Peso Pluma - Manuel Turizo |
| A Cantora Latina do Ano | A Revelação (apresentado por Kane Brown) |
| - Shakira - Ángela Aguilar - Anitta - Becky G - Karol G - Rosalía - Kali Uchis - Young Miko | - Ice Spice - Noah Kahan - Jungkook - Stephen Sanchez - PinkPantheress - Jelly Roll - Peso Pluma - Coi Leray |
| A Colaboração do Ano | O Artista Pop do Ano |
| - "Barbie World" – Nicki Minaj & Ice Spice with Aqua - "All My Life" – Lil Durk featuring J. Cole - "Ella Baila Sola" – Eslabon Armado X Peso Pluma - "First Person Shooter" – Drake featuring J. Cole - "I Remember Everything" – Zach Bryan featuring Kacey Musgraves - "Seven" – Jungkook featuring Latto - "TQG" – Karol G and Shakira - "Un x100to" – Grupo Frontera X Bad Bunny | - Taylor Swift - Miley Cyrus - Doja Cat - Dua Lipa - Billie Eilish - Jungkook - Tate McRae - Olivia Rodrigo |
| O Artista de Hip-Hop do Ano | O Artista de R&B do Ano |
| - Nicki Minaj - Cardi B - Drake - Future - Jack Harlow - Latto - Post Malone - Travis Scott | - Beyoncé - Brent Faiyaz - Janelle Monáe - Victoria Monét - SZA - Tems - Usher - The Weeknd |
| A Turnê do Ano | |
| - Taylor Swift – The Eras Tour - Beyoncé – Renaissance World Tour - Coldplay – Music of the Spheres World Tour - Luke Combs – Luke Combs World Tour - P!nk – Summer Carnival - Ed Sheeran – +–=÷x Tour - Harry Styles – Love On Tour - Morgan Wallen – One Night at a Time World Tour                                                                                                 | |

### Culturapop
| A Celebridade Social do Ano | O Artista de Comédia do Ano |
| --- | --- |
| - Taylor Swift - Selena Gomez - Kylie Jenner - Dwayne Johnson - Kim Kardashian - Megan Thee Garanhão - Nicki Minaj - Britney Spears | - Chris Rocha – Indignação Seletiva ( Netflix ) - Kevin Hart – Verificação da realidade ( Pavão ) - João Mulaney – Bebê J ( Netflix ) - Trevor Noé – Off The Record - Amy Schumer – Contato de Emergência ( Netflix ) - Sarah Silverman – Alguém que você ama ( HBO ) - Wanda Sykes – Eu sou um artista ( Netflix ) - Marlon Wayans – Deus me ama ( Max ) |
| O Atleta do Ano | |
| - Travis Kelce - Giannis Antetokounmpo - Simone Biles - Stephen Curry - Coco Gauff - Sabrina Ionescu - LeBron James - Lionel Messi  | |

### Outros prêmios
| Prêmio Ícone (apresentado por Jennifer Aniston) | Prêmio Ícone Musical (apresentado por Victoria Monét) |
| ----------------------------------------------- | ----------------------------------------------------- |
| Adam Sandler                                    | Lenny Kravitz                                         |

## Múltiplas indicações
| Filme                                                        | Nomeações |
| ------------------------------------------------------------ | --------- |
| Barbie                                                       | 8         |
| Oppenheimer                                                  | 6         |
| Jogos Vorazes: A Balada dos Pássaros Canoros e das Serpentes | 5         |
| Guardiões da Galáxia Vol. 3                                  | 4         |
| Qualquer um menos você                                       | 3         |
| A Cor Púrpura                                                | 3         |
| Credo III                                                    | 3         |
| John Wick: Capítulo 4                                        | 3         |
| Assassinos da Lua das Flores                                 | 3         |
| Deixe o mundo para trás                                      | 3         |
| A Pequena Sereia                                             | 3         |
| Missão: Impossível – Dead Reckoning Parte Um                 | 3         |
| Sem ressentimentos                                           | 3         |
| Grito VI                                                     | 3         |
| Wonka                                                        | 3         |
| Cidade do Asteroide                                          | 2         |
| X rápido                                                     | 2         |
| As maravilhas                                                | 2         |
| Maio Dezembro                                                | 2         |

| Mostrar                                       | Nomeações |
| --------------------------------------------- | --------- |
| Apenas Assassinatos no Edifício               | 7         |
| O último de nós                               | 6         |
| O programa da manhã                           | 6         |
| Ted Laço                                      | 6         |
| O urso                                        | 5         |
| Lei e Ordem: Unidade de Vítimas Especiais     | 5         |
| Carne bovina                                  | 4         |
| Corrida de Drag de RuPaul                     | 4         |
| Escola Elementar Abbott                       | 3         |
| ídolo americano                               | 3         |
| Dançando com as estrelas                      | 3         |
| As Kardashians                                | 3         |
| Bancos Externos                               | 3         |
| As verdadeiras donas de casa de Beverly Hills | 3         |
| Sábado à noite ao vivo                        | 3         |
| Sucessão                                      | 3         |
| Regras de Vanderpump                          | 3         |
| Ahsoka                                        | 2         |
| América tem talento                           | 2         |
| Anatomia de Grey                              | 2         |
| Jersey Shore: Férias em Família               | 2         |
| Loki                                          | 2         |
| Rainha Charlotte: Uma História Bridgerton     | 2         |
| Invasão Secreta                               | 2         |
| Vendendo o pôr do sol                         | 2         |
| Essa é minha música favorita                  | 2         |

## Múltiplas vitórias
| Filme                                                        | Vitórias |
| ------------------------------------------------------------ | -------- |
| Barbie                                                       | 5        |
| Jogos Vorazes: A Balada dos Pássaros Canoros e das Serpentes | 2        |

| Mostrar                         | Vitórias |
| ------------------------------- | -------- |
| As Kardashians                  | 2        |
| O último de nós                 | 2        |
| Apenas Assassinatos no Edifício | 2        |

| Artista         | Vitórias |
| --------------- | -------- |
| Taylor Swift    | 4        |
| Nicki Minaj     | 2        |
| Tempero de gelo | 2        |
| Olivia Rodrigo  | 2        |